# Ehretia timorensis
Ehretia timorensis är en strävbladig växtart som beskrevs av Joseph Decaisne. Ehretia timorensis ingår i släktet Ehretia och familjen strävbladiga växter. Inga underarter finns listade i Catalogue of Life.